# North Walsham
North Walsham is een civil parish in het bestuurlijke gebied North Norfolk, in het Engelse graafschap Norfolk met 12.634 inwoners.

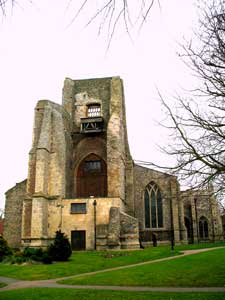
Ruïne van de toren van North Walsham
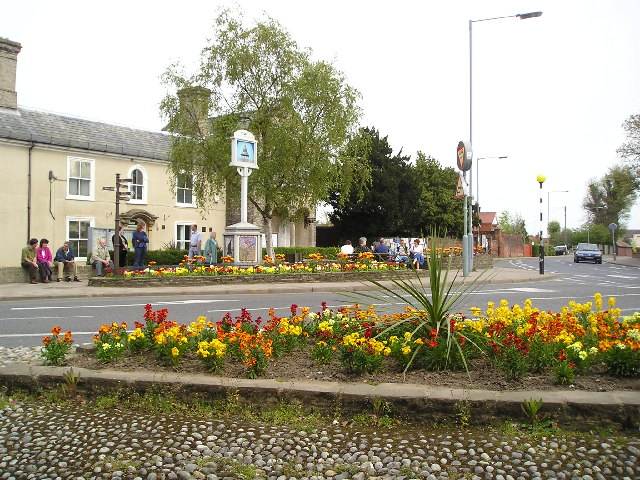
Centrum van North Walsham